# Wat huet e gesot?
Wat huet e gesot? (luxemburguès; en català, Què va dir ell?) és una pel·lícula luxemburguesa realitzada el 1981 i dirigida per Paul Scheuer. La pel·lícula narra la vida quotidiana dels estudiants de secundària a Diekirch.